# 先進モビリティ
先進モビリティ（せんしんモビリティ）株式会社は、大学発ベンチャーである。

## 沿革
2014年6月に東京大学生産技術研究所次世代モビリティ研究センターを母体として設立された。
京セラと自動運転バス・trota（トロタ）の共同開発を行っている。trotaは2021年10月に京セラ滋賀八日市工場 - 同滋賀蒲生工場間（約1km）を試験走行し、2022年に第77回国民体育大会（いちご一会とちぎ国体）で東武西川田駅 - 栃木県総合運動公園間（約700m）を実証運行した。